# 约翰·菲茨杰拉德
约翰·巴兹尔·菲茨杰拉德 OAM（1960年12月28日—），澳大利亚男子网球运动员。他曾获得澳大利亚网球公开赛男子双打冠军、法国网球公开赛男子双打冠军、温布尔登网球锦标赛男子双打冠军、混合双打冠军、美国网球公开赛男子双打冠军、混合双打冠军。